# 카치 키랄리
찰스 프레더릭 "카치" 키랄리(영어: Charles Frederick "Karch" Kiraly, 1960년 11월 3일~)는 미국의 배구 선수, 지도자이다. 현역 시절 포지션은 아웃사이드 히터로 현재 미국 여자 배구 국가대표팀의 감독을 맡고 있다.
UCLA 브루인스에서 배구 선수로 활동했으며, 1984년과 1988년 하계 올림픽에서 우승한 미국 국가대표팀의 핵심 선수이다. 이후 비치발리볼 선수로도 활약하여 비치발리볼이 처음으로 올림픽에 채택된 1996년 하계 올림픽에서 금메달을 획득했다.
현역 은퇴 후 배구 해설가로 활동했고 2009년에 미국 여자 배구 국가대표팀의 코치가 되었다. 이후 2012년부터 미국 여자 대표팀 감독이 되었으며, 2020년 하계 올림픽에서 여자 배구 사상 첫 미국의 금메달 획득에 기여하며 중화인민공화국의 랑핑의 뒤를 이어 올림픽 사상 두 번째로 선수와 감독으로서 배구 종목 금메달을 획득한 배구인이 되었다.